# 平成23年台風第1号
平成23年台風第1号（へいせい23ねんたいふうだい1ごう、アジア名：アイレー）は、2011年5月7日に発生した台風である。

## 概要

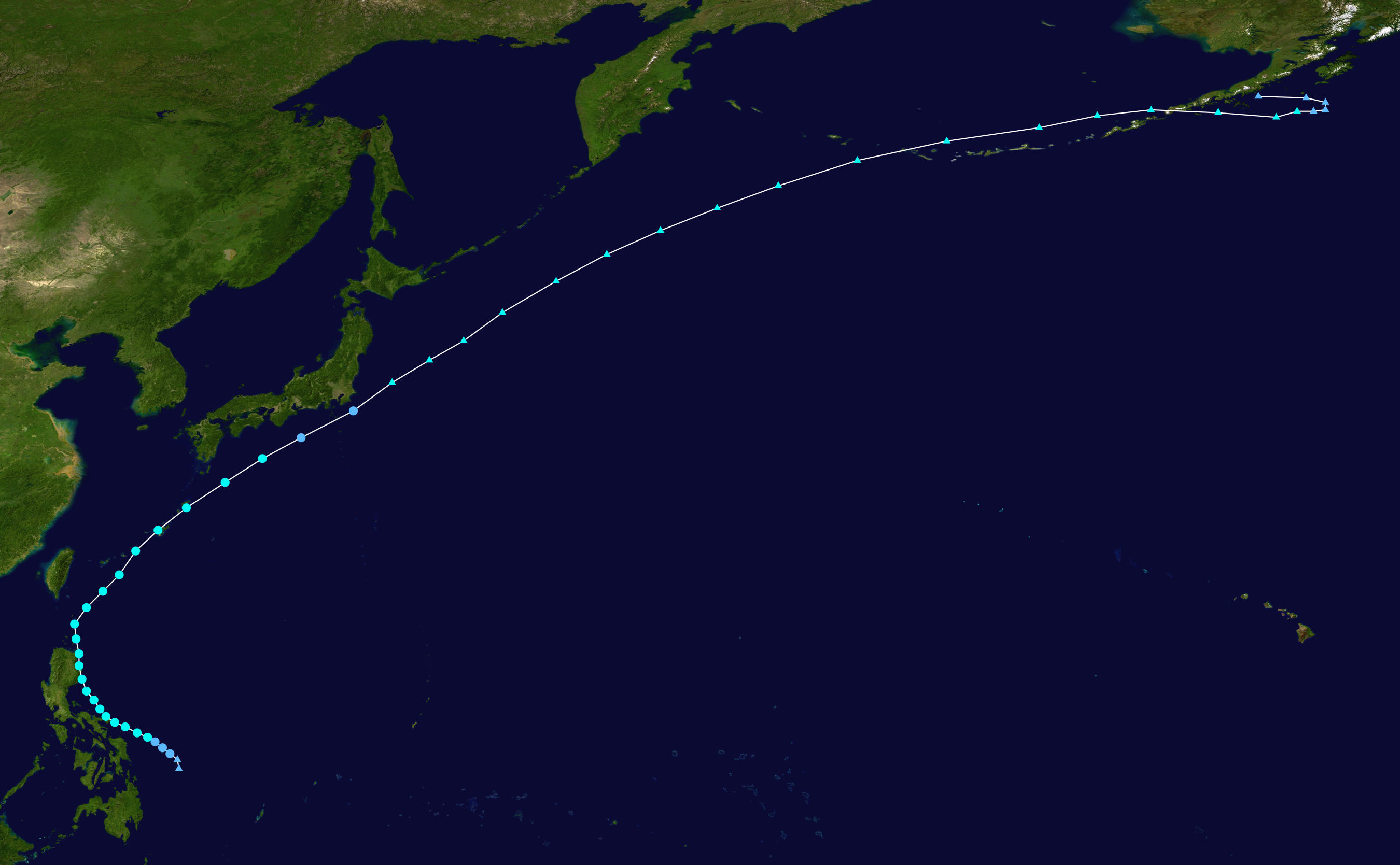
進路図

5月6日21時にフィリピンの東（北緯11.9度、東経128.2度）に熱帯低気圧が発生し、翌日21時に台風として解析されたため、アジア名「アイレー（Aere）」と命名された。命名国はアメリカで、嵐を意味する。また、フィリピン大気地球物理天文局（PAGASA）はこの台風について、フィリピン名「ベベン（Bebeng）」と命名している。
台風は9日にルソン島に上陸したが、10日にはフィリピンから離れ、日本に向けて北東方向に進み、11日に沖縄地方に接近。日本付近に停滞していた梅雨前線の活動が活発化した。その後12日3時に九州地方の南東沖で熱帯低気圧に変わり、その翌日3時には関東地方の東海上で温帯低気圧となり、再び発達しながらアリューシャン列島方面へ進んだ。
この台風は日本において、同年3月の東日本大震災以降で最初に接近した台風となった。また前年の平成22年台風第14号から半年ぶりの発生となった。

## 被害

### フィリピン
ルソン島を中心に大きな被害。農業損失額は270万米ドルに相当する。多数の住民が避難した。約20人が死亡した。（首都マニラ含む）

### 日本
西日本を中心に被害が大きかった。全国の約150の地点で5月としては観測史上最大の雨量を記録するなど国内に記録的な豪雨をもたらした。
5月11日、福井県小浜市の県道で土砂崩れが発生し、近くの国立若狭湾青少年自然の家に滞在していた愛知県の中学生の生徒ら約300人が孤立。その後、5月13日の午後、現場に用意された仮設歩道で脱出した。
同日、島根県松江市で住宅1棟が損壊し付近の住民に避難勧告。同市内では土砂崩れや冠水で道路が各地で通行止めになった。出雲市では一畑電車の線路が冠水し上下15本が運休。奥出雲町では、1050戸が停電。
5月12日、鳥取県伯耆町で田植えの準備をしていたお年寄りの女性が増水した用水路に流され死亡。智頭町の鳥取自動車道の智頭インターチェンジでは土砂崩れが発生し、智頭インターチェンジと智頭南インターチェンジの間で通行止め。近くの町道にまで土砂が流れ込んだが、通行止めにはならなかった。
5月13日、午前0時40分ごろ、広島県広島市安佐南区で増水した川に小学生の男児3人が浮いているのが見つかり3人とも死亡。